# Đội tuyển Fed Cup Ethiopia
Đội tuyển Fed Cup Ethiopia đại diện Ethiopia ở giải đấu quần vợt Fed Cup và được quản lý bởi Liên đoàn Quần vợt Ethiopia.  Đội chưa thi đấu kể từ năm 1998.

## Lịch sử
Ethiopia tham gia kì Fed Cup đầu tiên vào năm 1996, cũng như các năm 1997 và 1998.  Họ thua tất cả 13 trận tính đến hiện tại.